# Cağaloğlu
Cağaloğlu è un quartiere (in turco semt) all'interno dei confini del distretto di Fatih, nella provincia di Istanbul, in Turchia.

## Origine del nome
Verso la fine del cinquecento, Çiğalazade Yusuf Sinan Pascià, nato come Scipione Cicala, ammiraglio e statista ottomano di origine genovese, nonché membro dell'influente famiglia Cicala di Genova, che ricoprì il ruolo di gran visir nell'ultimo quarto del XVI secolo, fece costruire il suo palazzo e un Hammam in questa zona. Questo fece sì che il quartiere venisse chiamato “Çiğalaoğlu”, nome poi trasformato in “Cağaloğlu” dalla gente.

## Storia
Secondo Evliya Çelebi, Cağaloğlu era il quartiere in cui si trovavano le dimore di amministratori, soldati e studiosi durante il periodo ottomano. Nel tempo la vicinanza del quartiere al Palazzo di Topkapı ha giocato un ruolo importante in questa identità.
Nell'ultimo quarto del XVI secolo, il palazzo di Çiğalazade Sinan Pascià, che ricoprì il ruolo di gran visir nell'ultimo quarto del XVI secolo, e l'hammam da lui costruito in questa zona fecero aumentare la popolazione e l'importanza del quartiere. La presenza della sublime porta (in turco Bâb-ı Âli), l'ufficio del sadâret (sinonimo del gran visir) dello Stato ottomano e il centro amministrativo dello Stato, conferì al quartiere una caratteristica speciale: già nel XVIII secolo Cağaloğlu  divenne un quartiere dove vivevano la burocrazia ottomana, i membri del sadâret e i pascià. Dopo gli anni Settanta del XIX secolo, Cağaloğlu iniziò inoltre a diventare il centro della stampa turca.

## Economia

### Editoria
Sebbene Cağaloğlu fino alla metà degli anni '90 sia stato considerato come il centro della stampa turca, dopo il trasferimento della sede di molti grandi giornali fuori dal quartiere ha perso questa caratteristica. Tuttavia esso è ancora il centro culturale della città, anche se in misura minore rispetto al passato.

### Librerie
Cağaloğlu è famosa anche per le sue librerie. Qui si trovano le sedi o le filiali di molte case editrici.